# Acronicta beameri
Acronicta beameri är en fjärilsart som beskrevs av Todd 1958. Acronicta beameri ingår i släktet Acronicta och familjen nattflyn. Inga underarter finns listade i Catalogue of Life.